# José Alberto González Juárez
José Alberto González Juárez (19 de diciembre de 1967, El Parral Chiapas) es un Obispo Mexicano que fue nombrado como III Obispo de la Diócesis de Tuxtepec en el estado de Oaxaca, siendo nombrado por el papa Francisco el 6 de junio de 2015; fue ordenado sacerdote el 8 de diciembre de 1995 sirviendo desde entonces en la Arquidiócesis de Tuxtla Gutiérrez hasta su nombramiento como obispo.